# Zespół Wolfa-Hirschhorna
Zespół Wolfa-Hirschhorna (ang. Wolf-Hirschhorn syndrome, WHS) – zespół wad wrodzonych spowodowany mikrodelecją na krótkim ramieniu chromosomu 4. Około 20% dzieci chorych na ten zespół nie dożywa 2 roku życia. Częstość zespołu szacuje się na około 1:50 000 urodzeń; występuje częściej u dziewczynek. 

## Historia
Zespół opisali pierwsi Cooper i Kurt Hirschhorn w 1961 roku. Nieprawidłowości budowy chromosomu 4 u pacjentów z tym zespołem stwierdzono w roku 1970.

## Etiologia

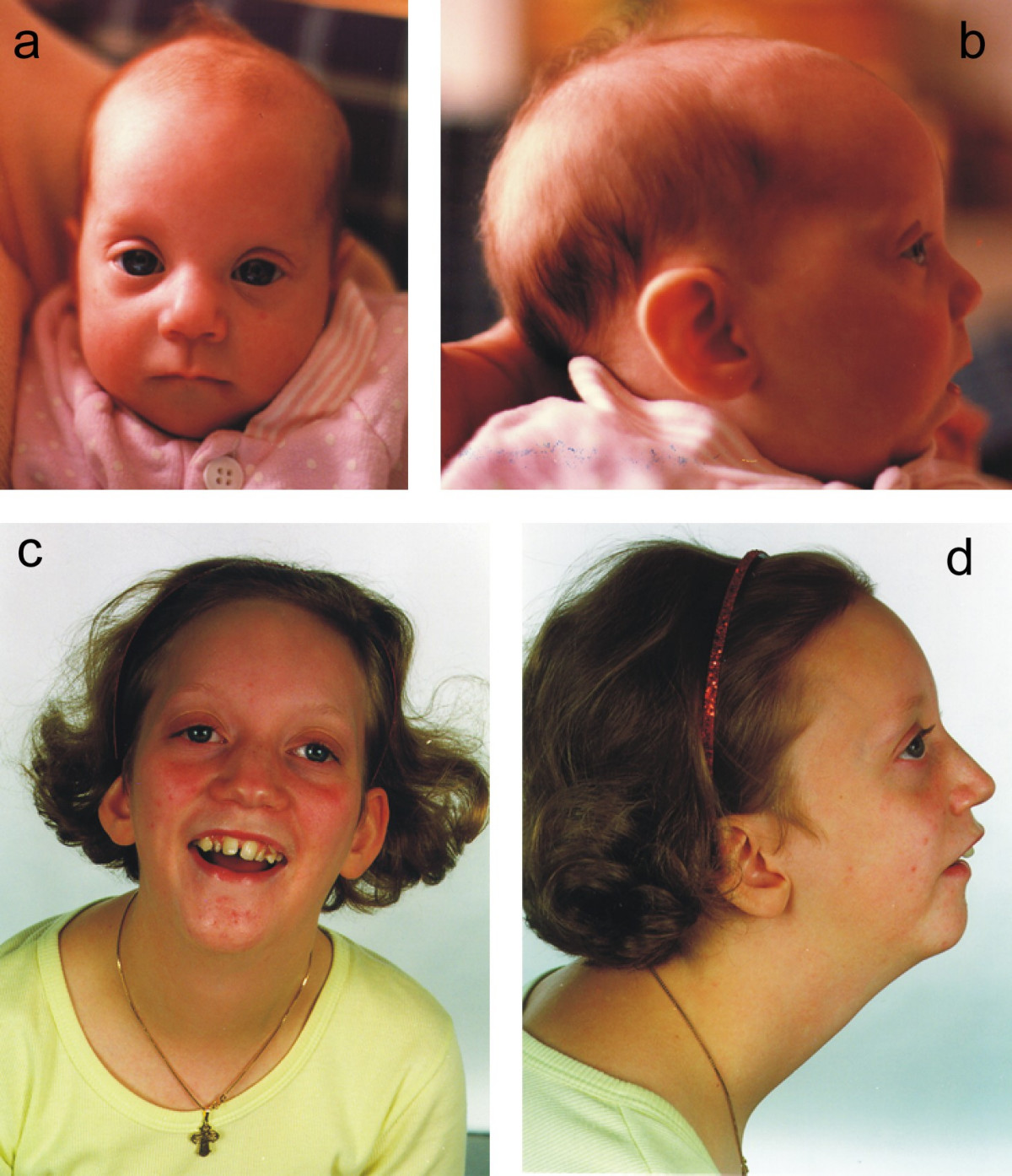
Pacjentka w wieku trzech miesięcy (góra) i 13 lat (dół) z cechami zespołu Pitta-Rogersa-Danksa i potwierdzoną mikrodelecją 4pter obejmującą region zespołu Wolfa-Hirsschhrona (WHS). Pacjentka urodziła się w 37. tygodniu ciąży i otrzymała 4 punkty w skali APGAR.

Zespół spowodowany jest mikrodelecją fragmentu jednego z pary chromosomów 4. Dla wystąpienia pełnoobjawowego fenotypu WHS wymagana jest delecja terminalna prążka 4p16.3. Kariotyp pacjentów z tą aberracją chromosomalną zapisuje się 46,XY,del(4)(p16.3) u płci męskiej i 46,XX,del(4)(p16.3) u płci żeńskiej. Oprócz delecji terminalnej, stwierdza się także występowanie innego typu aberracji chromosomowych u pacjentów z fenotypem WHS: translokacji, delecji interstycjalnej ramienia krótkiego, oraz chromosomu pierścieniowego.  W locus 4p16.3 znajduje się gen kandydacki zespołu (Wolf-Hirschhorn Syndrome Candidate 1; WHSC1, OMIM*602952). W patogenezę zespołu może być zaangażowany gen HOX6 (OMIM*142983) w locus 4p16.1. Wydaje się, że zespół Wolfa-Hirschhorna i łagodniej przebiegający zespół Pitta-Rogersa-Danksa (PRDS, OMIM#262350) są schorzeniami allelicznymi o nakładających się fenotypach.

## Obraz kliniczny

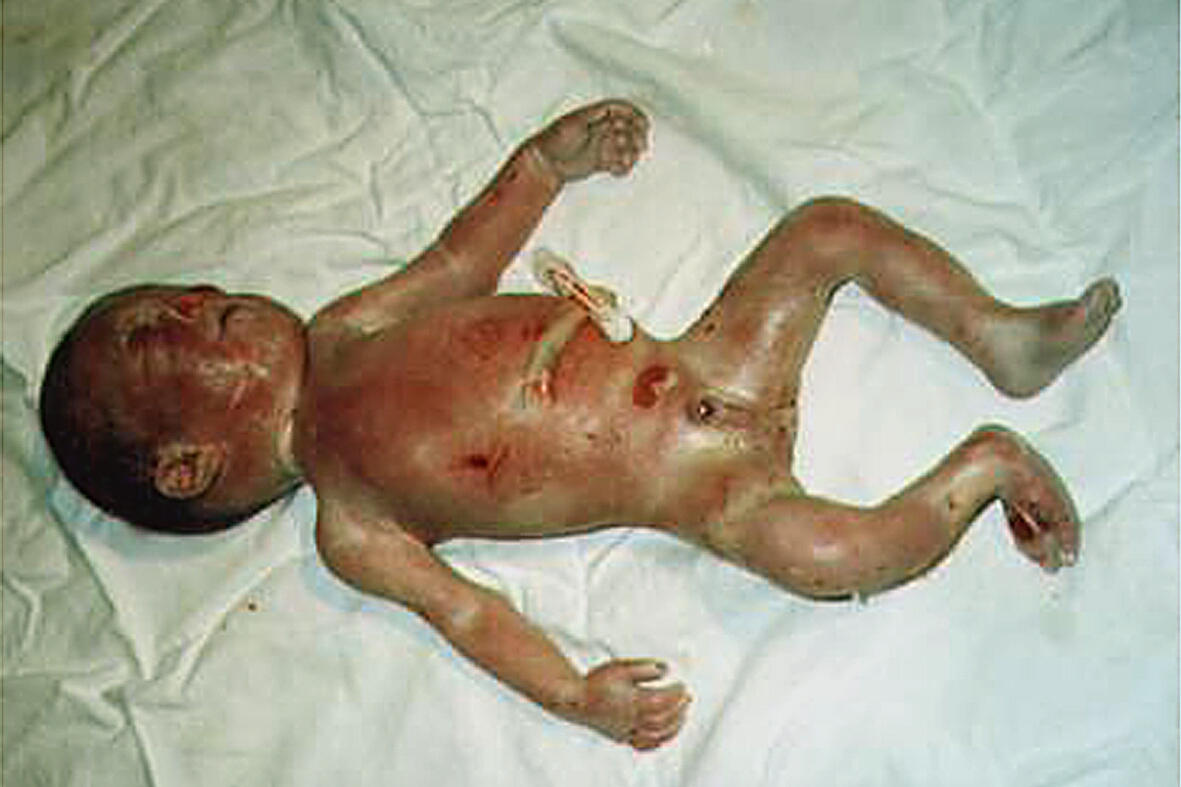
Noworodek płci męskiej z zespołem Wolfa-Hirschhorna; można stwierdzić stopę końsko-szpotawą i spodziectwo

WHS objawia się głównie niską masą urodzeniową, hipotonią i opóźnieniem rozwoju psychoruchowego, małogłowiem, charakterystyczną dysmorfią twarzy, anomaliami budowy małżowin usznych, wadami zamknięcia (rozszczepy podniebienia albo wargi, coloboma tęczówki, wady przegród serca). Na typowy dla WHS zestaw cech dysmorficznych twarzy składają się skośno-dolne ustawienie szpar powiekowych, typowy "Gestalt" pacjentów: wydatna gładzizna, hiperteloryzm oczny, szeroki dziobiasty nos, wysokie i wydatne czoło, określane łącznie jako  "Greek warrior helmet facies" (twarze przypominające hełm grecki), zmarszczka nakątna, nisko osadzone uszy, opadanie powiek i rzadkie brwi w linii środkowej. Stwierdza się także spodziectwo i wady kośćca.
Najczęstsze zaburzenia występujące w WHS
- niepełnosprawność intelektualna (100%)
- mikrocefalia (91%)
- zaburzenia wzrastania w okresie płodowym (IUGR) (86%)
- zaburzenia wzrastania w okresie postnatalnym (76%)
- hiperteloryzm oczny (74%)
- hipoplazja żuchwy (69%)
- duże małżowiny uszne (69%)
- skolioza (66%)
- wady budowy narządów płciowych zewnętrznych (64%)
- szeroki, dziobiasty nos (64%)
- wąskie i wysoko sklepione podniebienie (podniebienie gotyckie) (57%)
- wrodzone wady serca (55%)
- napady padaczkowe (47%)
- zez (36%)